# مديرية الجبين
مديرية الجبين إحدى مديريات محافظة ريمة في اليمن. بلغ عدد سكانها 82540 نسمة عام 2004م.

موقع مديرية الجبين في محافظة ريمة

## التقسيم الإداري

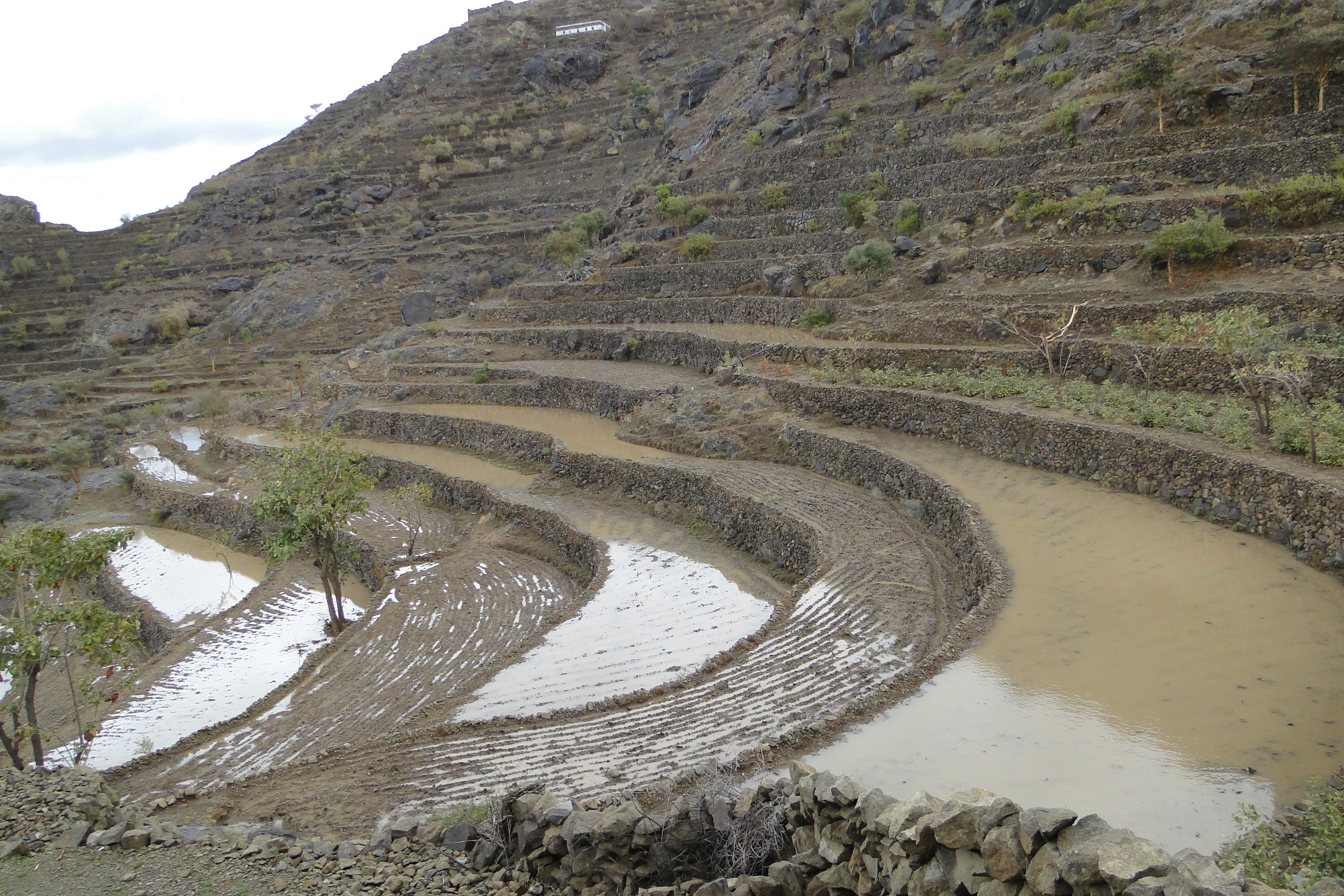
مدرجات زراعيه في محافظة ريمة ، مديرية الجبين،عزلة بني الضبيبي ، قرية بني هتار

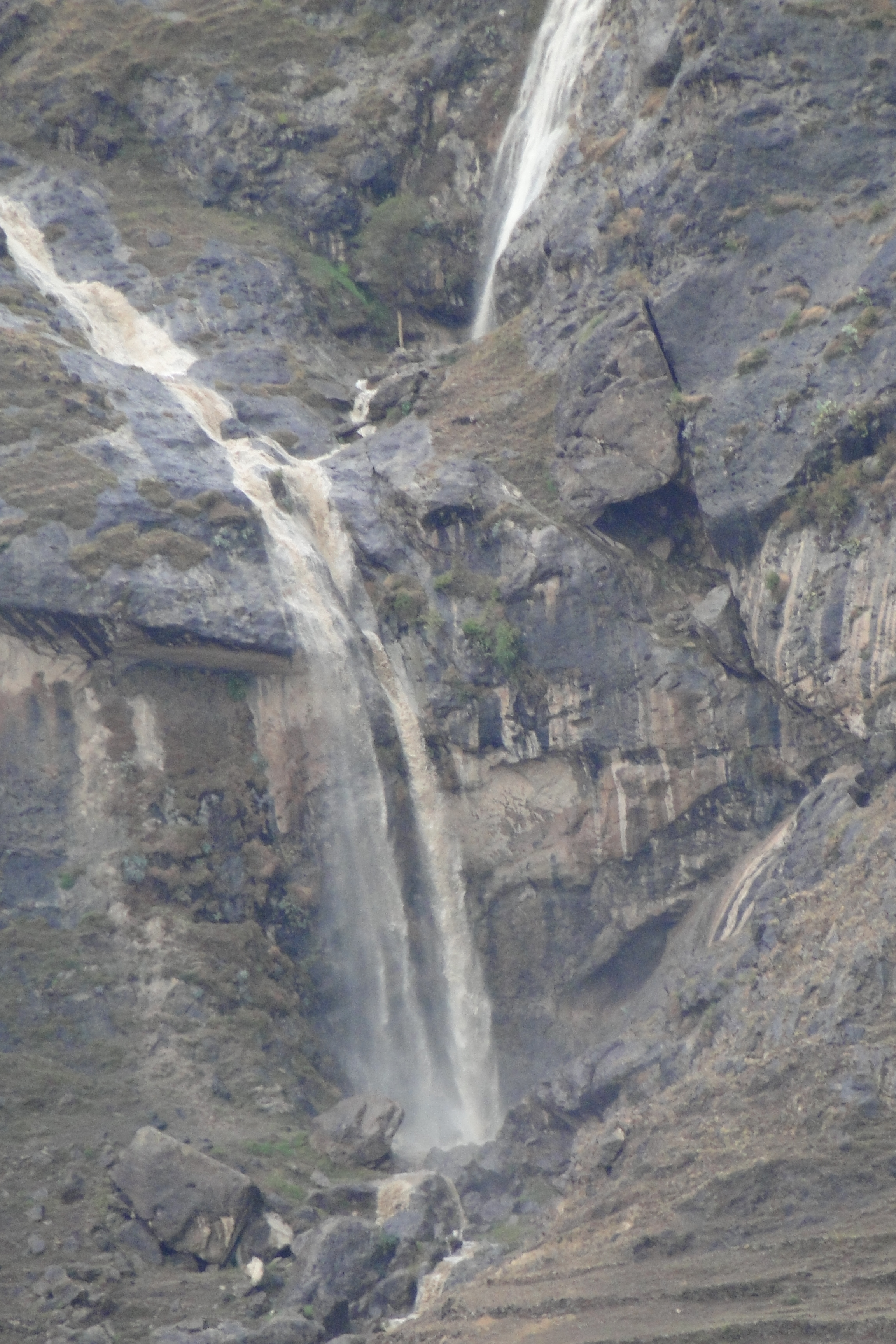
شلال في محافظة ريمة ، مديرية الجبين،عزلة بني الضبيبي

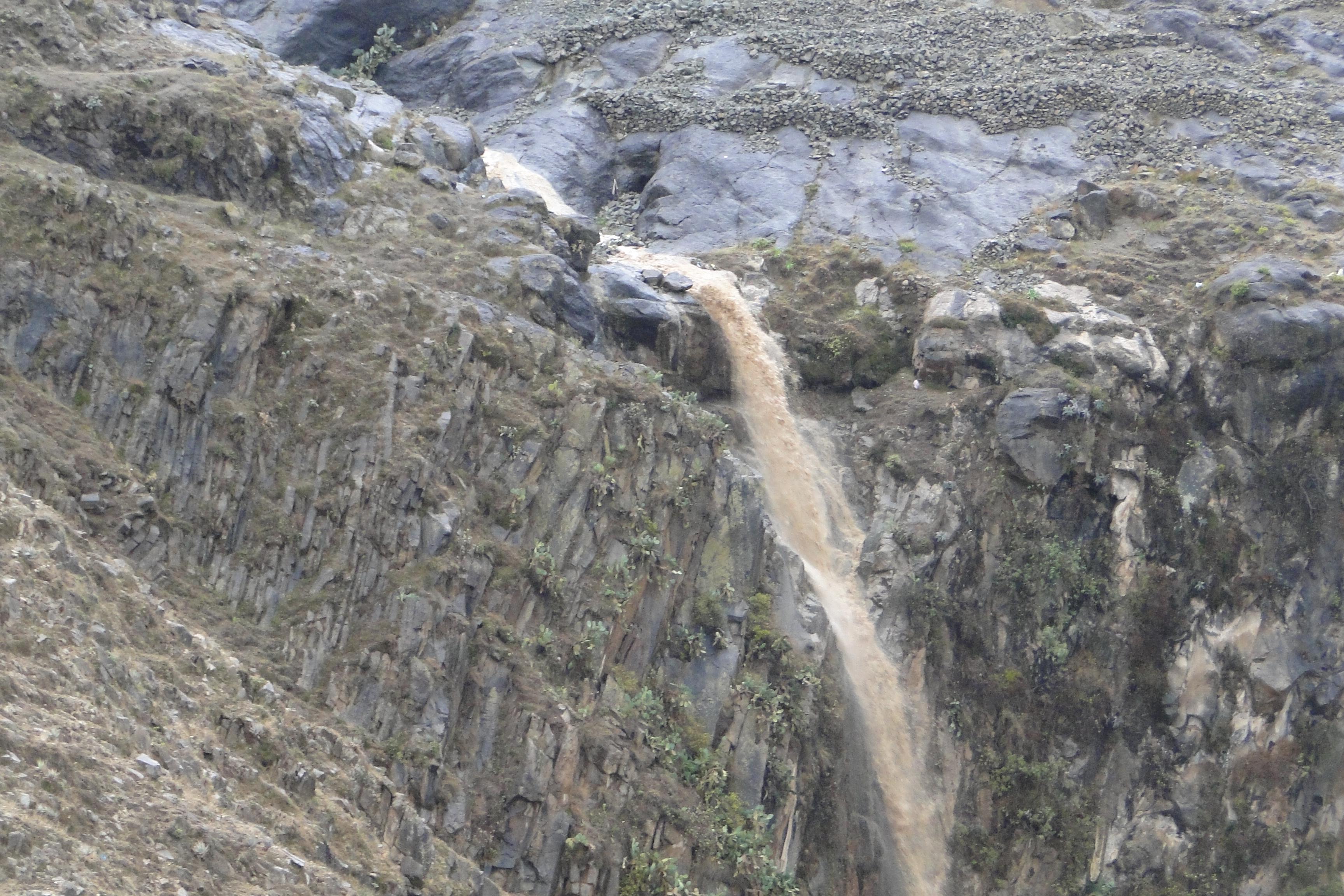
السربه بني الضبيبي ريمه بني هتار

العزل التابعة لمديرية الجبين وهي:
| العزلة             | عدد المساكن | عدد الأسر | الذكور | الأناث | الإجمالي |
| ------------------ | ----------- | --------- | ------ | ------ | -------- |
| عزلة الجبين        | 672         | 671       | 2391   | 2492   | 4883     |
| عزلة عدن           | 174         | 184       | 570    | 637    | 1207     |
| عزلة بني الرون     | 145         | 158       | 579    | 569    | 1148     |
| عزلة بني الضبيبي   | 2643        | 3308      | 12943  | 13176  | 26119    |
| عزلة قطو           | 336         | 448       | 1541   | 1734   | 3275     |
| عزلة بني أبو الضيف | 392         | 400       | 1405   | 1587   | 2992     |
| عزلة حورة          | 986         | 1028      | 3258   | 3596   | 6854     |
| عزلة الذارى        | 164         | 164       | 512    | 572    | 1084     |
| عزلة بدج           | 325         | 463       | 1502   | 1759   | 3261     |
| عزلة بني ناحت      | 273         | 301       | 917    | 1010   | 1927     |
| عزلة بني شرعب      | 127         | 147       | 435    | 556    | 991      |
| عزلة القبلية       | 342         | 365       | 1157   | 1264   | 2421     |
| عزلة الحدادة       | 224         | 240       | 768    | 920    | 1688     |
| عزلة بني بلحوت     | 399         | 426       | 1515   | 1593   | 3108     |
| عزلة الحديدية      | 729         | 718       | 2275   | 2442   | 4717     |
| عزلة قعار          | 368         | 466       | 1472   | 1693   | 3165     |
| عزلة شعبون         | 203         | 242       | 781    | 873    | 1654     |
| عزلة التكارير      | 587         | 533       | 1542   | 1583   | 3125     |
| عزلة خضم           | 829         | 906       | 3102   | 3136   | 6238     |
| عزلة بني خطاب      | 329         | 369       | 1350   | 1333   | 2683     |
| الإجمالي           | 10247       | 11537     | 40015  | 42525  | 82540    |

## المعالم
أهم المعالم التاريخية والأثرية والطبيعية في مديرية الجبين

### المساجد التاريخية
تتواجد في مديرية الجبين العديد من المساجد التاريخية وسوف نقتصر بالإشارة إلى أهمها وهي:
- الجامع الكبير في الجبين
- جامع رباط النهاري
- مسجد الأعور
- الجامع الكبير في الجبين:

يقع الجامع في مركز المديرية (الجبين) ويعود تاريخ بنائه إلى القرن الماضي (التاسع عشر الميلادي)، بناه الشيخ «محمد أحمد الجبين» من أمواله الخاصة، يعتبر من أهم الجوامع في ريمة نظراً لكبر حجمه وموقعه، حيث يؤمه الكثير من الناس من مختلف عزل مديريات ريمة، وذلك لقربه من أحد الأسواق الكبيرة وهو سوق الجبين.
- مسجد الأعور:

يعتبر أهم وأقدم المساجد القديمة، ويرجع تاريخ بنائه إلى (القرن الحادي عشر الهجري) تقريباً، ويقع هذا المسجد في عزلة الجبين في قرية تسمى الأعور التابعة لبني الضبيبي والقرية تنتسب إلى شيخ القرية الملقب بالأعور، والمسجد عبارة عن شكل مربع تقريباً طول ضلعه (عشرة أمتار)، ويضم صحناً للصلاة بجانبه بركة مياه، وقد استخدمت الأحجار الجميلة المهذبة في عملية بناء المسجد، ومادة القضاض لربط أحجار بناء المسجد.
.
1-القرى التي تزخر بالمشاريع الجميلة
قرية الضبوع:
وتمتاز قرية الضبوع بزراعة البن والقات والفواكة بجميع أشكالها، جبل الحصحص وحصن المنار المعروف بأثاره الجميلة من الوقت العثماني
أهم المرتفعات فيها جـبل يفور وجـبل بطول، وجـبل عرف، وجبل أسود وجـبل صلبة، وجبل النجد، وتتساقط عليها الأمطار في معظم فصول السنة باستثناء فصل الشتاء.
ويوجد فيها عدة وديان أشهرها وادي السيد والوادي الأخضر (بني الفخري) ووادي علوجة ووادي بني الحرازي ووادي الزغم الذي تكثر فيه المنتجات الزراعية، وأشهر الأودية على الإطلاق وادي رماع، وتمثل الحدية مركز المديرية، تتميز طبيعتها بسحر مناظرها وشلالاتها وغيولها الوفيرة طوال العام، ويوجد فيها سوق شعبي رئيسي كل يومي أحد وأربعاء من كل أسبوع.
ووادي المئصال من الوديان المعروفة بخضرته وانسكاب الماء فيه على مدار السنة
وعزلة حوره فيها مناظر طبيعية وشلالات وفيرة وأشهر ما تمتاز فيه عزلة حوره هو البن وهو أكثر ما يزرع في جبال ريمه وبالأخص في عزلة حوره

### الحصون التاريخية
تتميز مديرية الجبين بوجود العديد من الحصون التاريخية المشيدة على قمم جبالها العالية والشاهقة، والتي تمثل حماية طبيعية لها، إضافة إلى ما تتميز به مواقعها المطلة على عدد من القرى الجميلة وعلى سهولتهامة الواسعة ووصاب، وعتمة، وبلاد آنس، ويرجع تشيدها إلى فترات تأريخية متعاقبة،
ومن أشهر تلك الحصون وأهمها
1- حصن غوران 2- حصن مسعود 3- حصن دنوة 4 - حصن مشحم 5 - حصن الطويلة
يعود تشييد تلك الحصون إلى فترات حكم العثمانيين لليمن، استخدمت كمواقع دفاعية لتحصينها فوق أعلى قمم الجبال؛ إضافة إلى أنها تطل على عدد من القرى الجميلة وعلى سهول تهامة، ووصاب، وعتمة، وبلاد آنس، وقد ذكرت بعض الحصون في كتاب «معجم بلدان اليمن وقبائها».
ج - المباني التاريخية:
1- القشلة:-
يعود تاريخ بناء القشلة إلى عهد الدولة العثمانية حيث كانت تستخدمها كمركز رئيسي لسكن موظفي وجنودالدولة العثمانية، إضافة إلى استخدامها كمخازن للأسلحة.
د – المواقع الطبيعية:
1-قرية العرب: قرية تاريخية قديمة تقع في عزلة «بني أبوالضيف», وسميت العرب نسبه إلى احتكام الناس فبها والرجوع إليها وقت الشدائد والدليل حصن مشحم وقد وضعه مشحم لحماية الناس وقت الحروب ومنها الجبهات وقد كان شيخها.
1- قرية الغرة:
قرية الغرة قرية تاريخية قديمة تقع في عزلة «بني أبو الضيف»، وسميت الغرة نسبة إلى غرةالعلماء أو غرة العلم.لكن الاسم الشائع والمتداول هو العرة بضم العين وهو تحريف للاسم الحقيقي الغرة.